# Rue du Triangle
La rue du Triangle est une voie de la commune française de Colmar.

## Situation et accès
Cette voie de circulation, d'une longueur de 120 m, se trouve dans le quartier centre.
On y accède par les rues Ruest, de l'Ange et Vauban.
Cette voie n'est pas desservie par les bus de la TRACE.